# Campeonato Uruguaio de Futebol Feminino
O Campeonato Uruguaio de Futebol Feminino é a principal competição do Uruguai de futebol feminino. A equipe vencedora do campeonato garante vaga na Copa Libertadores da América. O Rampla Juniors é o maior campeão deste torneio que é organizado anualmente desde 1997.